# ساهامادیو، فاندریانا
ساهامادیو (به لاتین: Sahamadio) یک منطقهٔ مسکونی در ماداگاسکار است که در Fandriana District واقع شده‌است.
 ساهامادیو  ۱۷٬۰۰۰ نفر جمعیت دارد و ۱٬۳۳۴ متر بالاتر از سطح دریا واقع شده‌است.